# Orton (Northamptonshire)
Pour les articles homonymes, voir Orton.
Orton est une paroisse civile et un village du Northamptonshire, en Angleterre.